# Canon EOS 5Ds
EOS 5Ds e EOS 5Ds R sono due reflex digitali (DSLR) professionali da 50,6 megapixel a pieno formato, prodotte da Canon, presentate il 6 febbraio 2015.  Rappresentano il meglio che Canon può offrire oggi, in termini di pura qualità d'immagine.
I due modelli differiscono solamente per la presenza sul modello 5Ds R di un filtro che annulla l'effetto del filtro passa-basso (antialiasing) normalmente montato su quasi tutte le DSLR; ciò permette di migliorare leggermente il dettaglio catturato dal sensore, a scapito di un rischio maggiore di incorrere nel fenomeno del moiré.

## Novità
Oltre al sensore, tra le novità sostanziali introdotte da Canon figurano un sistema di controllo delle vibrazioni dello specchio al fine di ridurne al minimo le oscillazioni che potrebbero togliere nitidezza allo scatto introducendo micromosso, due processori DIGIC 6 in grado di gestire al meglio (permettendo anche una buona velocità di raffica fino a 5 fps) la grande quantità di informazioni prodotta dal sensore, un nuovo autofocus da 61 punti (di cui 41 a croce), un sensore di misurazione RGB+IR da 150000 pixel e la possibilità di effettuare il crop in camera (1,3x oppure 1,6x).